# Јеванђеље по Филипу
Јеванђеље по Филипу је неканонско новозаветно јеванђеље из 3. века по Христу. Откривено је 1945. године као део библиотеке Наг Хамади. Ово гностичко јевађеље износи многе тврдње које се косе са прихваћеним хришћанским веровањима.